# 無詞尾變化副詞
在英语语法中，無詞尾變化副詞（英語：flat adverb，意為「平副詞」；bare adverb，「裸副詞」；或simple adverb，「簡單副詞」）是指與其相應形容词同形的副詞，因此通常不以「-ly」結尾，如「drive slow」、「drive fast」，但也有例外，如「drive friendly」。無詞尾變化副詞的使用曾經相當普遍，但現已大多被「-ly」形式取代。18世紀時，文法學家認為無詞尾變化副詞是形容詞，且堅決主張副詞須以「-ly」結尾。據梅里厄姆-韋伯斯特字典所述，「如今無詞尾變化副詞少得可憐......責任在這些文法學家頭上」。現今僅存少數無詞尾變化副詞，且當中部分被廣泛認為是錯誤用法。儘管文法正確，且被許多備受尊敬的作家廣泛使用，但無詞尾變化副詞經常被汙名化。甚至有民眾發起運動，反對路標使用傳統標語「go slow」（慢行）和新式標語「drive friendly」（友善駕駛）。

## 有「-ly」形式可替代的無詞尾變化副詞

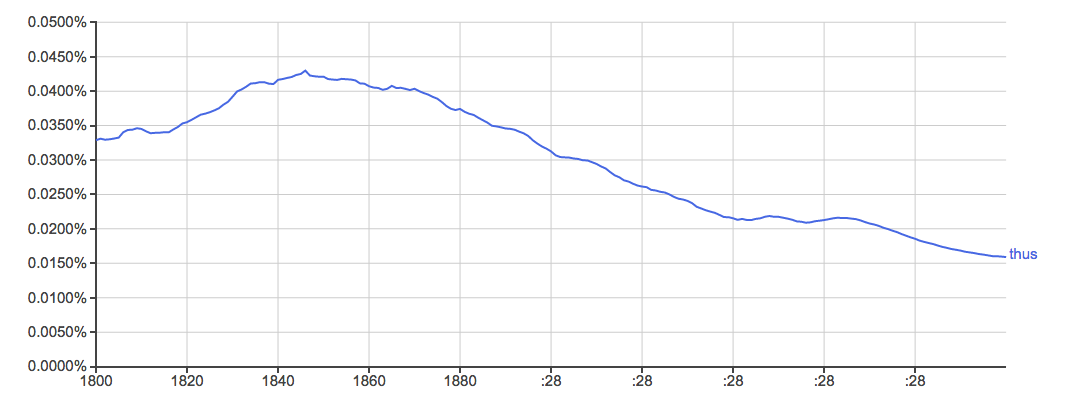
自1800年代起，「thus」一詞的使用便開始緩慢減少。

大多數的無詞尾變化副詞都存在以「-ly」結尾的替代形式（「slowly」）。有些無詞尾變化副詞的「-ly」形式所表達的意義不同（「hardly」、「nearly」、「cleanly」、「rightly」、「closely」、「lowly」、「shortly」），有些「-ly」形式則不用於表達特定的意義（「sit tight」、「sleep tight」）。副詞「seldom」便是一個古怪的例子。該詞可追溯到盎格魯-撒克遜時期，但自1960年代起，該詞便開始以「seldomly」的形式在英文書籍中出現。英語對「seldom」的使用減少被假定為來自18世紀對副詞以「-ly」結尾的堅持，致使有時會使用其「-ly」形式。無獨有偶，「thus」一詞的使用自1800年以來便在減少——而其「-ly」形式，即「thusly」則在近代突飛猛進。

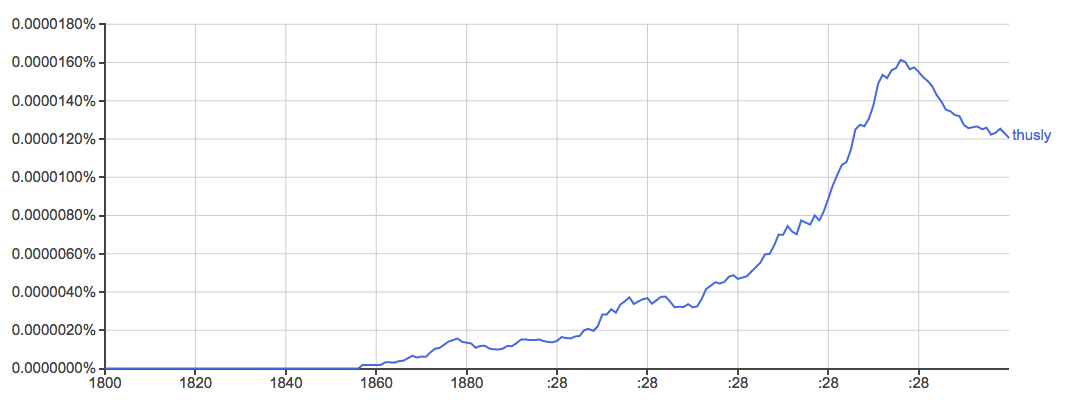
「thusly」一詞的使用逐漸增加。

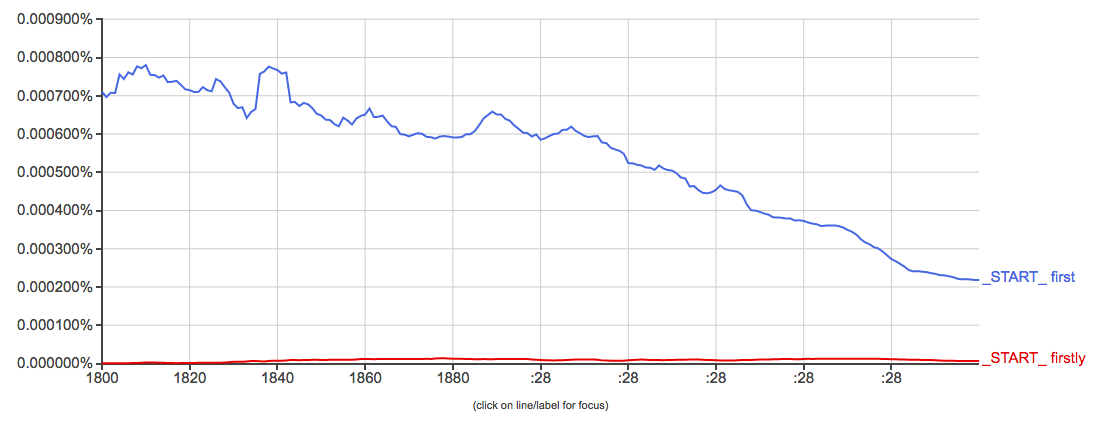
自1800年來，「first」和「firstly」在句首的使用。位置在開頭意味著它們多同為分離副詞。

數字形容詞（「first」、「second」、「last」）雖然存在「-ly」形式，但很少使用。即便像「firstly」和「lastly」這樣的詞存在，但它們的無詞尾變化形式使用更為常見。在這點上，跟其他無詞尾變化副詞相較，像是「good」（「they cook good」）的無詞尾變化形式則在英語中被普遍接受作為正式用法。

## 沒有替代形式的無詞尾變化副詞
有些無詞尾變化副詞沒有替代形式；例如：「fast」、「soon」、「straight」、「tough」、「far」、「low」。此外，部分既是副詞也是形容詞的詞也以「-ly」結尾（如「friendly」），部分僅作形容詞的詞亦同（如lonely」）。
在英語中，幾乎所有不規則的形容詞比較級都可作副詞使用，無須加上「-ly」。例如「good」、「bad」、「little」、「much」和「far」——以及它們的比較級形式（如「better」和「best」）。
My best number was the one I'd practiced least.
Which one hurt more?
Steel and coal companies were the ones worst affected by tariffs.